# سباستین فرناندز
سباستین فرناندز (انگلیسی: Sebastián Fernández؛ زادهٔ ۲۳ مهٔ ۱۹۸۵) یک بازیکن فوتبال اهل اروگوئه است.
وی همچنین در تیم ملی فوتبال اروگوئه بازی کرده‌است.